# Zacharzów
Zacharzów es un pueblo de Polonia, en Mazovia.  Se encuentra en el distrito (Gmina) de Radzanów, perteneciente al condado (Powiat) de Białobrzegi. Se encuentra aproximadamente a 4 km al norte de Radzanów, 10 km al suroeste de Białobrzegi, y a 71 km  al sur de Varsovia. su población es de 147 habitantes.
Entre 1975 y 1998 perteneció al voivodato de Radom.